# Jozef Lettrich
Jozef Lettrich né le 17 juin 1905 à Bad Stuben et mort le 29 novembre 1969 à New York, est un avocat et un homme politique tchécoslovaque. Leader du Parti démocrate slovaque (cs) et président du Conseil nationale slovaque (cs), il s'exile à l'Ouest après le coup de Prague en 1948.